# Dhau
Dhau (Nepal Bhasa:धौ) es un tipo de requesón o cuajada preparado por el pueblo Newar de Nepal. Es preparado mediante un proceso de fermentación de la leche en condiciones húmedas.

## Símbolo espiritual/religioso
El queso "dhau" denota pureza y está asociado con la masculinidad, mientras que la leche "duru" están asociada con la femeneidad, así como también con la pureza. Ambos son utilizados como sustancias de purificación en "Panchamrita" y "Panchagabya", y sus propiedades sagradas son heredadas de la vaca.
Los quesos "dhau sagan" y "baji" son enviados o entregados ritualmente en diversas ocasiones. Es considerado un buen "augurio" y su entrega simboliza un deseo de pureza para quien lo recibe. Asimismo la entrega de un queso "Dhau Saga" equivale a decir: "Te deseo pureza".